# LFNG
A β-1,3-N-acetilglükózaminiltranszferáz LFNG, más néven Lunatic Fringe az LFNG gén által kódolt fehérje, az FNG homológja.
E gén egy glikoziltranszferázt kódol. A kódolt fehérje egyszeri áthaladásos II-es típusú Golgi-membránprotein, mely N-acetilglükózamint számos, a sejtek sorsának eldöntésében fontos jelzőreceptor fukózcsoportjához adó fukózspecifikus glikoziltranszferázként működik. E gén mutációja autoszomális recesszív spondylocostalis dysostosis 3-at okoz. Eltérő izoformáit kódoló, alternatív splicinggal keletkező változatait is leírták, de nem mindegyiket jellemezték teljesen.

## Funkció
Az LFNG gén, melynek szerepe az embrionális fejlődésben a később bordákká, csigolyákká és hámszövetté fejlődő szomiták anterior határának megadása. Az Lfng bizonyos retinsav–FGF-8 határarányokra reagál a szomiták anterior határának jelöléséhez, míg egy másik transzkripciós faktor, a Hairy a retinsav–FGF8 határarányokat a szomiták posterior határának megadásában használja.

## Klinikai jelentősége
Az Lfng-mutációk okozta genetikai betegség a spondylocostalis dysostosis. Ez a fejlődő gerinc csigolyáiban jelentkező szegmentációs problémákban jelentkezik, mely csigolyafúziót vagy -hiányt, valamint a bordákban lévő eltéréseket okoz.  Klinikailag a spondylocostalis dysostosis megrövidült nyakat és törzset jelent a teljes magassághoz viszonyítva enyhe scoliosissal. Gyakoriak a légzési problémák is a spondylocostalis dysostosis esetén a rövid törzs miatt.
Egérben készült Lfng-knockout-modell. Lfng nélkül az egerek farka rövidebb, a bordák, a tüdő és a szomiták fejlődése romlott. Az Lfng-hiányt hím egerekben az epididymisben lévő hímivarsejthiánnyal is összefüggésbe hozták, azonban a spermatogenezis nem volt akadályozva. A hím egerek csak kevésbé voltak termékenyek. Nőstény egerekben az Lfng-hiány terméketlenséget okozott az abnormális follikulogenezis miatt. További vizsgálatok alapján ezen egerek oocitái nem fejezték be a meiotikus érést. Azonban más tanulmányok ennek ellentmondanak, szerintük nem minden Lfng-hiányos nőstény egér terméketlen. Ezt magyarázhatja, hogy az Lfng-allélek funkcionálisan eltértek, de ez valószínűtlen. Valószínűbb, hogy az eltérés oka az egerek genetikai hátterének vagy a feltételek különbsége.

## Mutációk hatása
Az Lfng a szomiták fejlődésében fontos transzkripciós faktor. A szomitákból fejlődnek ki a vázizmok, a törzsváz, az inak és a dorsalis hámszövet. Ezek órahullámos modell szerint fejlődnek, és a szomiták kialakulásakor minden sejtben növekszik az FGF-8 jelzőmolekula szintje. A szomiták anteroposterior irányban alakulnak ki, és az FGF-8 rövid felezési ideje miatt ez nagyobb FGF-8-koncentrációt okoz posterior, mint anterior oldalon. Az Lfng a kisebb FGF-8-szintre reagál, e sejteket differenciációhoz vezetve. Az LFNG mutációja súlyos spondylocostalis dysostosist okoz, mely csigolyasegmentatiós hibákat és hibás bordákat okoz. Ismert mutáció, ahol az aktív helyhez közeli konzervatív fenilalanin mutálódik, inaktív Lfng-t adva. Knockoutmodell készült egerekkel. Egérben az Lfng fontos a Notch-jelzőútban a szomiták keletkezésekor, és e gén mutációja szabálytalan alakú szomitákat és az anteroposterior formatio hibáit okozza.

## Fordítás
Ez a szócikk részben vagy egészben  a   Lunatic fringe című angol Wikipédia-szócikk ezen változatának fordításán alapul.  Az eredeti cikk szerkesztőit annak laptörténete sorolja fel. Ez a jelzés csupán a megfogalmazás eredetét és a szerzői jogokat jelzi, nem szolgál a cikkben szereplő információk forrásmegjelöléseként.